# Nhân Quyền
Nhân Quyền là một xã thuộc huyện Bình Giang, tỉnh Hải Dương, Việt Nam.
Xã có diện tích 6,22 km², dân số năm 1999 là 6133 người, mật độ dân số đạt 986 người/km².